# Hartmann z Brixenu
Svatý Hartmann z Brixenu byl augustinián-kanovník a biskup v Brixenu.

## Život
Hartmann pocházel z Pollingu u Pasova. V Pasově započal svá studia a zde také vstoupil do řádu augustiniánských řeholních kanovníků. Roku 1128 se stal proboštem kláštera v Herrenchimsee, o pět let později přešel do kláštera Klosterneuburg, kde zastával tentýž úřad. Roku 1140, nebo 1142 byl povolán na biskupský stolec v Brixenu. Roku 1142 založil klášter augustiniánských kanovníků v Neustiftu. Roku 1164 vysvětil opatský kostel sekavského kláštera.
Zemřel v roce 1164, pohřben byl v neustiftském klášteře.